# Ото II (Золмс-Браунфелс)
Вижте пояснителната страница за други личности с името Ото II.
Ото II фон Золмс-Браунфелс (на немски: Otto II Solms-Braunfels; * 22 ноември 1426; † 26 юни 1504) е граф на Золмс-Браунфелс.
Той е вторият син на граф Бернхард II фон Золмс-Браунфелс (ок. 1400 - 1459) и графиня Елизабет фон Изенбург-Бюдинген (ок. 1405 – 1451), дъщеря на граф Йохан II фон Изенбург-Бюдинген (ок. 1370 – 1408) и Маргарета фон Катценелнбоген († 1438). Внук е на граф Ото I фон Золмс-Браунфелс (ок. 1375 - 1410).
По-големият му брат Руперт „Слепия“ (1424 – 1499) е каноник в Майнц.

## Фамилия
Ото II се жени на 1 януари 1464 г. в Майнц за графиня Анна фон Насау-Висбаден (* ок. 1440; † 1 март 1480), дъщеря на граф Йохан II фон Насау-Висбаден-Идщайн и Мария фон Насау-Диленбург (1418 - 1472), дъщеря на граф Енгелберт I фон Насау-Диленбург.
Те имат децата:
- Маргарета (* 1465)
- Анна (1466 – 1491)
- Филип (1467 – 1511)
- Бернхард III (1468 – 1547), граф на Золмс-Браунфелс, женен на 4 ноември 1492 г. за графиня Маргарета фон Хенеберг-Шлойзинген (ок. 1475 – 1510), дъщеря на граф Вилхелм III фон Хенеберг-Шлойзинген
- Елизабет (1469 – 1540), омъжена ок. 1488 г. за граф Волфганг I фон Фюрстенберг (1465 – 1509)
- Мария (1471)
- Ото (1474)
- Агнес (1476 – 1531)
- Катарина (1478)
- Волфганг (1480 – 1511)